# José Ramón Mélida y Alinari
José Ramón Mélida y Alinari (Madrid, 26 d'octubre de 1856 - Madrid 30 de desembre de 1933) fou un arqueòleg, escriptor espanyol i director de museu.

## Biografia
Fill del jurisconsult magistrat del Tribunal de Comptes Nicolás Mélida i Lizana i de la florentina Leonor Alinari i Adarve; van ser germans seus, entre d'altres, l'advocat i pintor Enrique i l'arquitecte i escultar Arturo. Va contreure matrimoni amb Carmen García Torres amb qui va tenir set fills.
José Ramón va estudiar primer el batxillerat a l'Institut de Noviciat de Madrid, i la carrera d'arxiver. Hi va tenit com a mestre entre d'altres Juan de Dios de la Rada. Va ampliar estudis en viatges per diversos països europeus i especialment a la ciutat d'Atenes el 1898 i a l'Egipte el 1909.

## Biografia professional
Es considera com a pare de l'arqueologia espanyola. Efectivament, des de 1916 fins a 1930, va exercir el càrrec de director del Museu Arqueològic Nacional on va tenir una intensa feina. En va augmentar les col·leccions i hi va introduir ordre en l'exposició i classificacions. Els seus catòlegs són considerats com veritables manuals d'arqueologia. Va dirigir les excavacions d'antiguitats ibèriques a Numància. A Mèrida va descobrir el Teatre romà. Va ser acadèmic numerari de la Reial Acadèmia de la Història i de la Reial Acadèmia de Belles Arts de San Fernando. Va pertànyer a l'Institut Arqueològic Alemany, a la Societat d'Antiquaris de Londres i a la Hispanic Society de Nova York. Va exercir la Càtedra d'Arqueologia de la Universitat Central i va ser conseller d'Instrucció Pública (1913).
Autor d'innombrables obres sobre arqueologia i història de l'art Historia del Casco, Arquitectura Dolménica Ibérica, El teatro Romano de Mérida, Historia de Arte Egipcio, Historia de la Escultura Española, també va escriure una novel·la i es conserva teatre inèdit de la seva mà. En el seu discurs d'ingrés a la Reial Acadèmia de la Història explica «perquè cadascun deu aportar aquí, com contingent a l'obra comuna, el fruit dels seus estudis, accepteu el que vinc a oferir-vos, modest com meu: obrer de la Ciència sóc, que això som només els arqueòlegs…»

## Honors
- Acadèmic de la Reial Acadèmia de Belles Arts de San Fernando de Madrid (1899)
- Acadèmic de la Reial Acadèmia de Belles Arts de Sant Carles de València
- Acadèmic de la Reial Acadèmia de les Bones Lletres de Barcelona
- Acadèmic numerari de la Reial Acadèmia de la Història (1906)
- Medalla al Mèrit Acadèmic (1933)
- Creu de l'Orde d'Isabel la Catòlica (1920)
- Creu de l'Orde d'Alfons XII (1928)
- Oficial de l'Orde de la Corona d'Itàlia
- Legió d'Honor de França

## Obres

### De tema arqueològic, històric i artístic
- Excavaciones de Mérida. Memoria de los trabajos practicados. Una casa-basílica romano-cristiana Madrid: Tip. de la "Revista de arch., bibl. y museos, 1917.
- Excursión a Numancia pasando por Soria y repasando la historia y las antigüedades numantinas Madrid: Ruiz Hermanos 1922.
- Excavaciones de Numancia. Memoria que de los trabajos realizados en 1916 y 1917 Madrid: Tip. de la "Revista de archivos, bibl. y museos, 1918.
- Escorial Barcelona: H. de J. thomas [1940]
- Escorial. II Barcelona: H. de J. Thomas [entre 1911-1929].
- El disco de Teodosio: resumen de la "Memoria" en que lo dio a conocer Don Antonio Delgado, en 1849, y de los trabajos de sus comentaristas [S.l.] [s.n.] 1930
- Catálogo Monumental de España. Provincia de Badajoz (1907-1910), Madrid: Ministerio de Instrucción pública y Bellas Artes, 1925-1926.
- Catálogo monumental de España. Provincia de Cáceres (1914-1916) Madrid: Ministerio de Instrucción pública y Bellas Artes, 1924.
- Programa de Arqueología Madrid, Victoriano Suárez, 1913.
- Arqueología clásica Barcelona, 1933.
- Arqueología española Barcelona: Editorial Labor, 1942 (2.ª ed.)
- Provincia de Cáceres (1914-1916) [Madrid], Ministerio de Instrucción Pública y Bellas Artes [1924]
- Excavaciones de Mérida. Memoria que de los trabajos realizados en 1915 presenta al Excmo. Sr. Ministro de instrucción pública y bellas artes..., Madrid: impr. de la Revista de arch., bibl., y museos, 1916.
- Mérida, Barcelona: Exposición Internacional, 1929.
- Excavaciones de Numancia. Memoria acerca de las practicadas en 1919-1920, presentada por... José Ramón Mélida,... y Blas Taracena Aguirre..., Madrid : Tip. de la "Revista de Archivos, bibliotecas y museos, 1920.
- Elogio a Don Antonio Ponz con motivo del segundo centenario de su nacimiento Madrid Sucesor de Nieto y Compañía 1925.
- El anfiteatro romano de Mérida. Memoria de las excavaciones practicadas de 1916 a 1918 Madrid: Tip. de la "Rev. de arch., bibl. y museos, 1919.
- Monumentos megalíticos de la provincia de Cáceres Madrid [s.n.] 1920
- Excavaciones de Mérida : memoria de los trabajos practicados, una casa-basílica romano-cristiana Madrid Tip. de la "Revista de Arch. Bibl. y Museos" 1917.
- Un Morales y un Goya, existentes en la Catedral de Madrid Madrid Sucesores de Hernando [s.a.]
- Museo Arqueológico Nacional: Adquisiciones en 1916.- Notas descriptivas Madrid Rev. de Arch. Bibl. y Museos 1917.
- Los Velázquez de la casa de Villahermosa, Madrid, [s.n.] 1905.
- Tesoro de Aliseda. Noticia y descripción de las joyas que le componen. Madrid: Museo Arqueológico Nacional, 1921.
- Monumentos romanos de España: noticia descriptiva, Madrid: Comisaría Regia del Turismo y Cultura Artística 1925.
- Álbum de Javier: Recuerdo de la inauguración de la Iglesia elevada en honor de San Francisco Javier por la... Duquesa de Vistahermosa, [Madrid] Viuda e hijos de M. Tello [1901]
- Provincia de Cáceres, 1914-1916. [Madrid,] 1924.
- Iberia arqueológica ante-romana: discursos leídos ante la Real Academia de la Historia en la recepción pública de José Ramón Mélida el día 8 de diciembre de 1906. Madrid : Tip. de la viuda e hijos de Tello, 1906.
- Discursos leídos ante la Real Academia de Bellas Artes de San Fernando en la recepción pública del Señor D. José Ramón Mélida el día 25 de marzo de 1899. [Contestación del Excmo. Señor D. Juan de Dios de la Rada y Delgado]. Madrid Viuda e Hijos de M. Tello 1899.
- Monumentos romanos de España, noticia descriptiva, Madrid: Comisaría de turismo y cultura artística, 1925.
- Con Antonio Vives y Escudero, Informes sobre el medallón de oro de Augusto, Madrid: Reus, 1921.
- El Arte Antiguo y el Greco... Ilustrado con 8 laminas en fototipia. Madrid, 1915.
- Excavaciones de Numancia Madrid [s.n.] 1908
- La escultura hispanocristiana de los primeros siglos de la era. Madrid: Bernardo Rodríguez, 1908.
- Dibujos de Miguel Ángel para la Sibila Líbica Madrid, [s.n.], 1909
- El tesoro de Lebrija Madrid, [s.n.], 1932
- Excursión á Numancia pasando por Soria y repasando la historia y las antigüedades numantinas, Madrid: Ruiz hermanos, 1922.
- El puente de Alcántara, Madrid: Ramón y Menot. 1924.
- Sobre los vasos griegos, etruscos e italo-griegos del Museo Arqueológico Nacional, Madrid: Sucesores de Rivadeneyra, 1882.
- Museo Arqueológico Nacional : Adquisiciones en 1920. Notas descriptivas, Madrid, [s.n.], 1922
- La posescena del teatro romano de Mérida Madrid, [s.n.], 1932.
- Excavaciones de Mérida : El circo, los columbarios, las termas, esculturas, hallazgos diversos; memoria de los trabajos practicados en 1926 y 1927, Madrid: Imprenta de Archivos, 1929.
- El circo romano de Mérida: memoria de las excavaciones practicadas de 1920 a 1925, Madrid: Tip. de la Revista de Arch., Bibl. y Mus., 1925.
- Arquitectura dolménica ibera: Dólmenes de la provincia de Badajoz, Madrid, [s.n.], 1914.
- Ruinas de Numancia: memoria descriptiva redactada conforme al plano que acompaña de las mismas Madrid Tipografía de la "Revista de Archivos, Bibliotecas y Museos" 1924.
- Los bronces ibéricos y visigodos de la Colección Vives Madrid, [s.n.], 1912.
- La religión egipcia: conferencia leída en el Ateneo Científico, Literario y Artístico de Madrid la noche del 6 de mayo de 1884 Madrid [s.n.] 1884
- El jinete ibérico Madrid [s.n.] 1900
- Ocilis (Medinaceli): memoria de las excavaciones practicadas en 1924-1925 Madrid Tipografía de la "Revista de Archivos" 1926.
- Las Esculturas del Cerro de los Santos: Cuestión de autenticidad Madrid, [s.n.], 1906
- Historia de el Arte egipcio, Madrid: La España Editorial (Imprenta de Felipe Marqués), [s.a.].
- Historia de el Arte griego, Madrid: La España Editorial, [s.a.].
- Significación del Greco y su influencia en la pintura española: Discurso leído. Madrid, [s.n.], 1914.
- De arte español: Observaciones referentes a dos obras capitales sobre la materia. Madrid, [s.n.], 1910.
- Resumen de las conferencias dadas por D. J. Ramón Mélida en el Museo de Reproducciones artísticas de Madrid en el año de 1911 [S.l.] [s.n.] 1914
- Historia del casco (apuntes arqueológicos), Madrid, [s.n.], 1887.
- Sobre las esculturas de barro cocido griegas, etruscas y romanas, del Museo Arqueológico Nacional Madrid, [s.n.], 1884.

### Obres literàries
- El Sortilegio de Karnak: novela arqueológica Madrid, Medina, 1880.
- A orillas del Guadarza. Idilios soñados. Las alas rotas. Una noche en Pompeya Barcelona: Bibl. Arte y Letras, 1887.
- Don Juan decadente: novela. Madrid: Sucs. de Rivadeneyra, 1894.
- La novela del amor, manuscrito de una pieza teatral en tres actos y en prosa.
- Siete veces feliz: Novela, Madrid: Sucesores de Rivadeneyra, 1901.
- La jaula dorada: comedia en tres actos y en prosa, manuscrito.
- Salomón, Rey de Israel: Leyenda bíblica Barcelona: Espasa y Cia., [1894]
- Plan de la pieza teatral El gran elemento, manuscrito.
- Esperanza, drama en tres actos y en prosa manuscrito.
- Diamantes americanos: Novela., Madrid, [s.n.], 1882.
- El Demonio con faldas (Memorias de un gato). Madrid, [s.n.], 1884
- Luisa Minerva: Novela., Madrid: [s.n.], 1886.